# Threticus fissiceps
Threticus fissiceps är en tvåvingeart som först beskrevs av Quate 1967.  Threticus fissiceps ingår i släktet Threticus och familjen fjärilsmyggor. Inga underarter finns listade i Catalogue of Life.